# Großsteingrab Kronskamp
Das Großsteingrab Kronskamp war eine megalithische Grabanlage der jungsteinzeitlichen Trichterbecherkultur bei Kronskamp, einem Ortsteil von Laage im Landkreis Rostock (Mecklenburg-Vorpommern). Es wurde 1874 zerstört.

## Lage
Das Grab befand sich östlich von Kronskamp „in der großen Wiese des Reknitzthales, 80 Fuß vom Acker entfernt, am Fuße eines ziemlich hohen Berges, den man dort den Tempelberg nennt“. Nur wenige Kilometer östlich lagen die ebenfalls im 19. Jahrhundert zerstörten Großsteingräber bei Laage.

## Beschreibung
Die Anlage wurde 1874 beseitigt und dabei untersucht. Sie besaß eine Grabkammer mit einer Länge von 8 Fuß (ca. 2,4 m) und einer Breite von 6 Fuß (ca. 1,8 m). Die Ausrichtung ist nicht überliefert. Die Kammer besaß große Wandsteine aus Granit und einen einzelnen mächtigen Deckstein. Es dürfte sich somit um einen erweiterten Dolmen gehandelt haben. Der Innenraum der Kammer wurde wegen hohen Grundwassers nicht bis auf den Boden untersucht.
Von den Bestattungen waren noch einige Knochen vorhanden, die nicht näher bestimmt wurden. Die einzige gefundene Beigabe war ein dicknackiges trapezförmiges Feuerstein-Beil. Es befindet sich heute in der Sammlung des Archäologischen Landesmuseums Mecklenburg-Vorpommern in Schwerin.